# Teresa Kruszewska

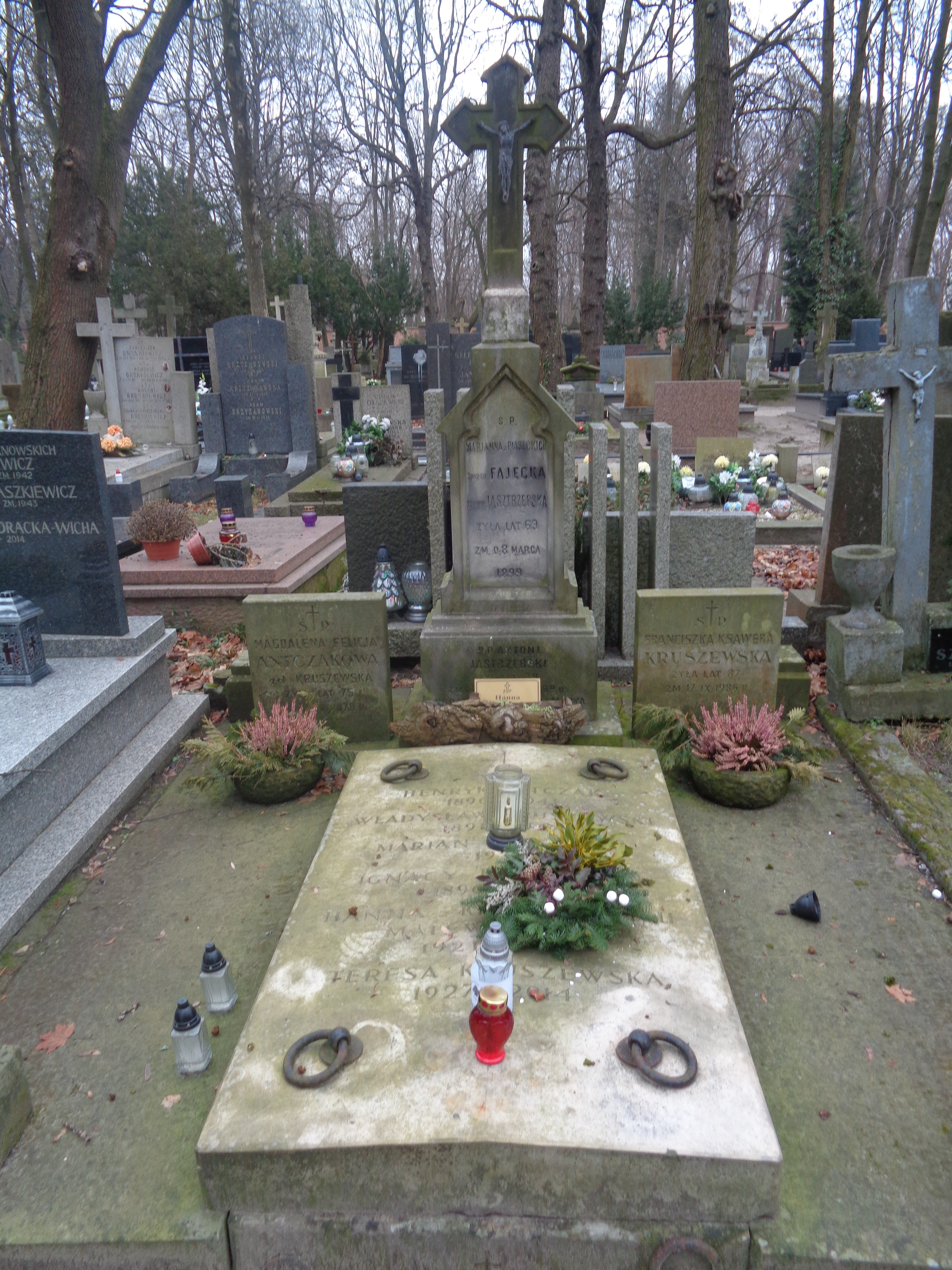
Grób Teresy Kruszewskiej na cmentarzu Powązkowskim w Warszawie

Teresa Kruszewska (ur. 10 kwietnia 1927 w Warszawie, zm. 6 czerwca 2014 tamże) – polska architektka wnętrz, projektantka mebli, wykładowca akademicki, profesor Akademii Sztuk Pięknych w Warszawie (ASP), jedna z czołowych przedstawicielek polskiego wzornictwa użytkowego po II wojnie światowej.

## Życie i działalność
Była uczennicą Prywatnej Żeńskiej Szkoły im. Cecylii Plater-Zyberkówny w Warszawie. W czasie II wojny światowej brała udział w powstaniu warszawskim jako sanitariuszka w ramach AK ps. Janicka. W 1952 ukończyła studia na Wydziale Architektury Wnętrz warszawskiej Akademii Sztuk Plastycznych (poprzednia nazwa Akademii Sztuk Pięknych). Od 1955 współpracowała ze Spółdzielnią Artystów ŁAD, od 1956 była pracownikiem Akademii Sztuk Pięknych w Warszawie, najpierw jako asystent, a od 1978 docent na Wydziale Architektury Wnętrz ASP. W 1979 została kierownikiem Pracowni Projektowania Mebli na macierzystym Wydziale.
Projektowała meble dziecięce i dla dorosłych, m.in. krzesło „Muszelka” (1956), wykonane w Spółdzielni „Ład”, meble dla Robotniczej Spółdzielni „Osiedle Młodych” w Warszawie (1955–1956 i 1959), fotel bujany dla dzieci „Pajacyk” (1959), fotel ogrodowy „Tubus” (1965), wyposażenie Szpitala Dziecięcego Akademii Medycznej w Krakowie-Prokocimiu (1959–1963 – wraz z projektem wnętrz), fotel „Czerwony” (1969 – produkowany przez Fabrykę Mebli Giętkich w Radomsku), fotele „Stokrotka” (1971), „Tulipan” (1973) i „Czarny” (1974 – produkowany przez FMG w Radomsku), zestaw mebli „Tulipan” (1973 – produkowany przez FMG w Radomsku), zestaw wypoczynkowy nagrodzony II nagrodą w konkursie na polskie meble eksportowe (1973), system mebli do jadalni i meblo-zabawek dla dzieci w Centrum Zdrowia Dziecka w Warszawie (1975), zestaw mebli „rosnących” dla dzieci na zlecenie Krajowego Związku Spółdzielni Meblarskich (1977–1978), meble dla dzieci produkowane przez Jarocińskie Fabryki Mebli (1980), meble dla dzieci w wieku 6–18 lat, na zlecenie „Cepelii” (1986–1987).
Zajęła, między innymi, 3. miejsce na I Targach Wzornictwa w Warszawie, 2. miejsce w Konkursie „Meble ‘73” w Poznaniu oraz zdobyła medal na I Międzynarodowym Triennale Mebla w Poznaniu w 1980 r. Jej prace znajdą się w zbiorach Muzeum Narodowego w Warszawie, Muzeum Narodowego w Poznaniu oraz Muzeum Architektury we Wrocławiu.
Zmarła w czerwcu 2014 r., i została pochowana na cmentarzu Powązkowskim w Warszawie.
Działalność i dzieła profesor Kruszewskiej upamiętniają prace i wystawa zorganizowana przez krytyczkę wzornictwa Krystynę Łuczak-Surówkę.